# 茹利乌-迪卡斯蒂柳斯
茹利乌-迪卡斯蒂柳斯是巴西南大河州的一个市镇。总面积1929.383平方公里，总人口19532人，人口密度10.1人/平方公里。